# جيرارد هيو
جيرارد هيو (بالإنجليزية: Gerard Vaughan)‏ هو سياسي أسترالي، ولد في 1 ديسمبر 1946. حزبياً، نشط في حزب العمال الأسترالي. وقد انتخب عضو الجمعية التشريعية فيكتوريا.